# Ghiacciaio Griffith
Il ghiacciaio Griffith (in inglese Griffith Glacier) è un ghiacciaio situato nell'entroterra della costa di Saunders, nella parte occidentale della Terra di Marie Byrd, in Antartide. Il ghiacciaio, il cui punto più alto si trova 1379 m s.l.m., fluisce in direzione ovest a partire dalla scarpata Watson, sul versante occidentale dell'altopiano California, fino ad unire il proprio flusso a quello del ghiacciaio Scott, tra il monte McKercher e il monte Meeks, pochi chilometri a sud della riva della costa di Amundsen.

## Storia
Il ghiacciaio Griffith è stato mappato dallo United States Geological Survey grazie a ricognizioni terrestri dello stesso USGS e a fotografie aeree scattate dalla marina militare statunitense (USN) nel periodo 1960-1963; esso è stato poi così battezzato dal Comitato consultivo dei nomi antartici in onore del tenente Philip G. Griffith, comandante di diversi voli di ricognizione effettuati durante l'Operazione Deep Freeze nel 1966 e nel 1967.